# Cassida nebulosa
Cassida nebulosa es un insecto coleóptero de la familia Chrysomelidae. Se distribuye por Europa.
Se alimenta de plantas de la familia Chenopodiaceae incluyendo Beta vulgaris, Chenopodium album y Atriplex hortensis.